# Герб Майкопа

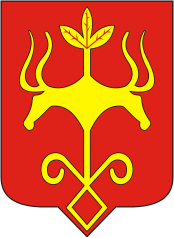
Герб міста Майкоп

Герб Майкопа є символом Майкопа. Утверджений ухвалою Ради народних депутатів муніципального утворення Місто Майкоп (#569) від 28 лютого 2005 
року.

## Опис

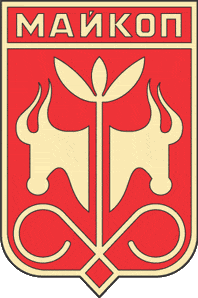
Герб міста Майкоп(1970)

У червленому (червоному) полі — посох, увінчаний вгорі трьома листями яблуні з червленими прожилками, складеними на зразок трилисника; в краю завершений тонким крізним ромбом, що проквітнув двома в'юнкими стеблами, які відходять навскоси в обидві сторони, а в середині має дві зворотньообернених бичачих голови оригінального зображення з довгими зігнутими рогами. Всі фігури золоті.